# Ivar Sjölin
Ivar Sven Lennart Sjölin, född 28 september 1918 i Lidköping, död där 10 september 1992, var en svensk brottare, som blev olympisk silvermedaljör i fristil 62 kg i London 1948.
Ivar Sjölin är begravd på Norra begravningsplatsen i Lidköping.